# براد هيرمان
براد هيرمان (بالإنجليزية: Brad Herman)‏ هو لاعب كرة قدم أمريكية أمريكي، ولد في 29 ديسمبر 1989 في بيوريا في الولايات المتحدة.